# 4 roues sous 1 parapluie
 (juillet 2025).
 (juillet 2025).
Motif : page publicitaire. Notoriété non démontrée par des sources secondaires indépendantes, pérennes et véritablement centrées sur l'entreprise et non sur les balades dans Paris
- Archive Wikiwix
- Bing
- Cairn
- DuckDuckGo
- E. Universalis
- Gallica
- Google
- G. Books
- G. News
- G. Scholar
- Persée
- Qwant
- (zh) Baidu
- (ru) Yandex
- (wd) trouver des œuvres sur Wikidata

| 1. | Préciser le motif de la pose du bandeau. | Précisez le motif de la pose du bandeau en utilisant la syntaxe suivante : {{admissibilité à vérifier\|date=juillet 2025\|motif=remplacez ce texte par le motif}}                             |
| 2. | Informer les utilisateurs concernés.     | Pensez à avertir le créateur de l'article, par exemple, en insérant le code ci-dessous sur sa page de discussion : {{subst:avertissement admissibilité à vérifier\|4 roues sous 1 parapluie}} |

4 roues sous 1 parapluie est une agence de tourisme créatrice du concept d’escapades dans Paris et Ile de France en Citroën 2 CV avec chauffeur. Elle a été créée en 2003 et dispose de 80 2CV, ce qui représente la plus grande flotte de 2CV en France. 
La société propose ses services à Paris, Bordeaux, Biarritz et prochainement Annecy. 

## Création
En 2002, en 3e année d’école de commerce à l'ESCP Europe, le fondateur, Florent Dargnies part en Allemagne en 2 CV. Il remarque le succès de son véhicule. De retour en France, l’idée lui vient alors de créer une entreprise permettant de (re)découvrir Paris en 2 CV, icône du patrimoine automobile français. 

## Activité
4 roues sous 1 parapluie propose une gamme de prestations autour de la 2CV pour les particuliers et les entreprises. 
Ces prestations s’étendent de l’escapade parisienne en 2 CV avec chauffeur privatif  racontant des anecdotes sur chaque coin de Paris, au rallye de team-building en régions pour les entreprises, en passant par l’accueil de personnalités françaises ou internationales (Sir Richard Branson, ou encore Usain Bolt). À travers son activité, 4 roues sous 1 parapluie a pour vocation de faire revivre le mythe de la 2CV à Paris et dans toute la France.

## La route des villages
En 2012, 4 roues sous 1 parapluie crée, en partenariat avec l’association Les Plus Beaux Villages de France, la première édition de La Route des Villages, Paris-Cannes. Ce rallye accueille des participants venus de pays différents, pour découvrir l’important patrimoine dont dispose la France. La prochaine édition aura lieu en mai 2024.

## Distinctions
Distinctions